# Ан Ён Су
Ан Ён Су (кор. 안영수; 20 февраля 1964, Сеул) — южнокорейский боксёр первой средней весовой категории, выступал за сборную Южной Кореи в середине 1980-х годов. Серебряный призёр летних Олимпийских игр в Лос-Анджелесе, победитель чемпионата Азии, призёр многих международных турниров и национальных первенств.

## Биография
Родился 20 февраля 1964 года в Сеуле. Первого серьёзного успеха на ринге добился в 1983 году, когда выиграл национальное первенство и в составе сборной команды Южной Кореи съездил на чемпионат Азии в Окинаву, откуда привёз медаль золотого достоинства.
Благодаря череде удачных выступлений удостоился права защищать честь страны на летних Олимпийских играх 1984 года в Лос-Анджелесе, в полуфинале со счётом 3:2 победил финна Йони Нюмана, но в решающем матче 0:5 проиграл американцу Марку Бриланду, будущему чемпиону мира среди профессионалов.